# Морской узел (фестиваль)
«Морско́й у́зел» — ежегодный музыкальный фестиваль, проводимый в РФ с 2002 года в начале июля в Новороссийске на берегу Чёрного моря. Фестиваль традиционно приурочен ко Дню работников морского и речного флота.

## История
Международный телевизионный фестиваль молодых исполнителей «Морской узел» был учреждён телерадиокомпанией «Новая Россия» и новороссийской торгово-промышленной палатой при поддержке министерства морского транспорта РФ, администраций Краснодарского края, города Новороссийска и городов Азово-Черноморского бассейна в 2002 году.
Идея фестиваля возникла как продолжение телевизионной аналитической программы «Морской узел» на канале ТРК «Новая Россия». Учредив этот конкурс, ТРК «Новая Россия» побудила талантливых певцов и композиторов на создание новых песен о море, произведений, прославляющих труд моряка, людей сложной, интересной и такой важной для экономики города (края, страны) профессии. Поэтому не случайно фестиваль приурочен ко Дню работников морского и речного флота. Фестиваль «Морской узел» открывает новые имена исполнителей, авторов, музыкантов.
В рамках песенного фестиваля проходят ряд мероприятий, способствующих развитию искусства, народного творчества, прославляющих лучших представителей морской отрасли, ветеранов флота, войны и труда, демонстрирующих преемственность поколений, создающих хорошее и просто организующих досуг.
Ежегодно число участников фестиваля составляет более 200 тысяч человек.
Международный фестиваль-конкурс «Морской узел» — это удивительный по красоте праздник, который объединяет интересы искусства, культуры, способствует экономическим связям между городами — портами Азова-Черноморского бассейна, Российской Федерации, ближнего и дальнего зарубежья.
За время своего существования это мероприятие успело превратиться в масштабное общественное событие. Праздник на Суджукской косе собирает тысячи людей, становится местом встречи разных культур и национальностей. Фестиваль интересен не только своей зрелищностью, но и возможностью для молодых исполнителей заявить о себе, проявить свой творческий потенциал.

## Организаторы фестиваля
- Министерство культуры Российской Федерации
- Администрация Краснодарского края
- Администрация Новороссийска
- ОАО Дирекция по подготовке и проведению международного фестиваля-конкурса молодых исполнителей «Морской узел»

## Победители
| №    | Год  | Дата             | Победители | Участников | Страны участники                                                                                   | Приглашенные гости                                                                                       |
| ---- | ---- | ---------------- | --- | ---------- | -------------------------------------------------------------------------------------------------- | --- |
| I    | 2002 | 5—7 июля         | Гран-при: Виктория Деменчук 1 место: Галина Шишкова 2 место: Марианна Арутюнян, Евгения Шанько 3 место: Анна Еськова, Ирина Крапивина | 22         | 6 стран Россия · Украина · Беларусь · Грузия · Казахстан · Литва                                   | Список Белый орёл Паскаль Юлия Началова Александр Иванов Виктор Салтыков                                 |
| II   | 2003 | 4—7 июля         | Гран-при: — 1 место: Владимир Ступин 2 место: Ванда Фляйшер 3 место: Рачик Оруджев                                                    | 14         | 7 стран Россия · Украина · Грузия · Казахстан · Литва · Австрия · Германия                         | Список Boney M Рондо Александр Маршал Кристина Орбакайте Песняры Паскаль Лейся, песня Виктор Салтыков    |
| III  | 2004 | 2—4 июля         | Гран-при: Ара Мартиросян 1 место: Анна Еськова 2 место: Наталья Чавдарь 3 место: Группа "Профсоюз"                                    | 13         | 7 стран Россия · Латвия · Израиль · Германия · Армения · Молдова · Украина                         | Список ВИА ГРА Валерий Меладзе Лолита Премьер-министр Ногу свело Доктор Ватсон                           |
| IV   | 2005 | 1—3 июля         | Гран-при: — 1 место: Эрик Маркарян, Татьяна Величкина 2 место: Евгения Шанько 3 место: Жоржета Дарабан, Лана Бродская                 | 15         | 7 стран Россия · Турция · Израиль · Германия · Армения · Молдова · Бельгия                         | Список Лариса Долина Верка Сердючка Олег Газманов                                                        |
| V    | 2006 | 30 июня — 2 июля | Гран-при: Олеся Кирилова 1 место: Анна Хачатрян 2 место: Евгений Загребельный 3 место: Алиса Швец                                     | 14         | 7 стран Россия · Турция · Германия · Франция · Канада · Молдова · Армения                          | Список Хор Турецкого Ираклий Юлия Савичева Надежда Кадышева Лев Лещенко Лолита                           |
| VI   | 2007 | 29 июня — 1 июля | Гран-при: Бертаччи Массимо 1 место: Гутман Алон 2 место: Каменнобродский Игнат 3 место: Долгих Игорь и Ушкевич Татьяна, Амян Размик   | 12         | 7 стран Россия · Италия · Беларусь · Армения · Казахстан · Израиль · Северная Македония            | Список Ottawan Сосо Павлиашвили Дмитрий Колдун Стас Пьеха Анита Цой Светлана Светикова Блестящие Диамант |
| VII  | 2008 | 4—6 июля         | Гран-при: — 1 место: Себастьян Плевински, Giulia Bani 2 место: Nika Vail 3 место: Сергей Филимонов                                    | 12         | 7 стран Россия · Азербайджан · Израиль · Италия · Литва · Польша · Турция                          | Список Arabesque In-Grid Baccara Анжелика Варум и Леонид Агутин Гости из будущего Банд’Эрос Londonbeat   |
| VIII | 2009 | 3—5 июля         | Гран-при: — 1 место: Tomer Raz 2 место: Марианна Оганесян, Нурлан Новрасли 3 место: Мелания Мурузиди, Ление Измайлова, Margo          | 15         | 9 стран Россия · Украина · Азербайджан · Армения · Израиль · Литва · Кыргызстан · Латвия · Эстония | Список Ricchi e Poveri Николай Басков Дмитрий Маликов Сергей Лазарев                                     |
| IX   | 2010 | 2—4 июля         | Гран-при: Майя Крыстева 1 место: Майя Бейдер 2 место: Виктория Витман, Анушик Алавердян 3 место: Анастасия Сопильняк                  | 17         | 7 стран Россия · Украина · Беларусь · Армения · Израиль · Болгария · Германия                      | Список Юрий Антонов Дмитрий Маликов Ранетки Dschinghis Khan Марк Тишман                                  |
| X    | 2011 | 1—3 июля         | Гран-при: Орхидея 1 место: — 2 место: — 3 место: —                                                                                    | 14         | 1 страна Россия                                                                                    | Список Белый орёл Чичерина Бумбокс Леонид Сметанников                                                    |
| XI   | 2012 | 29 июня — 1 июля | Гран-при: Дарья Царева 1 место: Арпине Шахнубарян 2 место: Ракитянский Иван 3 место: Шайхов Марат                                     | 15         | 6 стран Россия · Турция · Армения · Словения · Израиль · Грузия                                    | Список Хор Турецкого                                                                                     |
| XII  | 2013 | 6—7 июля         | Гран-при: Анаит Шахбазян 1 место: Ольга Ларкина 2 место: Ницан Эшель, Милда Мартинкенайте 3 место: Верико Мацаберидзе                 | 11         | 5 стран Россия · Армения · Израиль · Грузия · Турция                                               | Список Хор Турецкого                                                                                     |
| XIII | 2014 | 5—6 июля         | Гран-при: Наре Григорян 1 место: Ольга Колесникова 2 место: Валерий Парфенов 3 место: Никита Костюкевич                               | 10         | 4 страны Россия · Армения · Беларусь · Ливан                                                       | Список Сосо Павлиашвиали Владимир Пресняков Наталья Подольская                                           |
| XIV  | 2015 | 4—5 июля         | Гран-при: — 1 место: Владимир Брилёв 2 место: Андрей Волковский, Саво Геворгян 3 место: Карина Тимченко                               | 10         | 4 страны Россия · Израиль · Латвия · Армения                                                       | Список Алексей Гоман Дмитрий Маликов Александр Маршал                                                    |

## Награждение
Победителей определяет компетентное жюри, приглашённое оргкомитетом из числа профессиональных музыкантов, артистов, продюсеров, деятелей культуры и искусства.

## Жюри
В работе жюри фестиваля в разные годы принимали участие:
- Святослав Бэлза
- Георгий Гаранян
- Борис Грачевский
- Дмитрий Закон
- Ирина Отиева
- Михаил Шабров (председатель жюри с самого основания и до наших дней)
- Иван Эпов

### Призовой фонд
- Гран-при — 100 000 руб
- 1-е место — 70 000 руб
- 2-е место — 50 000 руб
- 3-е место — 25 000 руб
- Специальный приз зрительских симпатий (SMS голосование)
- Специальный приз главы Новороссийска за лучшую песню о море (о Новороссийске)
- Специальный приз «Премьера песни о море» авторам и исполнителю